# Pselaphidomyces pselapti
Pselaphidomyces pselapti — вид грибів, що належить до монотипового роду Pselaphidomyces.